# シークレットライブ'99 SAS 事件簿 in 歌舞伎町
『シークレットライブ'99 SAS 事件簿 in 歌舞伎町』（シークレットライブきゅうじゅうきゅう サズ じけんぼ イン かぶきちょう） は、サザンオールスターズのライブ・ビデオ。2000年2月26日にVHSで発売。発売元はタイシタレーベル。

## 背景
1999年9月26日・27日に新宿LIQUIDROOM（現：新宿FACE）で行われたシークレットライブの模様を収録。ライブハウスでのライブはデビュー当時以来だという。このライブは、ファンクラブ限定で告知の上、抽選で2日間2,000人のみ観ることができた。ビデオに関しては5万本の限定生産で発売。サザンのビデオで、作品自体が初回盤・通常盤の区別なしに限定生産なのはこの作品のみ。DVDで再発売されていない作品のひとつ。
このライブのチケットの入手はきわめて困難であったため、「朝方ムーンライト」の演奏に乗せて、会場前でチケットを譲ってもらえるように行動する多くのファンの姿をとらえた映像が挿入されている。
本ライブはサポートメンバー抜きで、サザンのメンバー6人のみの演奏となっている。この原点回帰とも言える本ライブが『TSUNAMI』の誕生のきっかけになったと桑田佳祐は語っている。また、本ライブではダンサーも裸の男性4人のみとなっており、股間には鳥がデザインされた模型をつけていた。
このライブでは野外公演と同様に、桑田がバケツやペットボトルに入った水を客席に撒くパフォーマンスを度々行った。

## アートワーク
ジャケットはコカ・コーラを真似たもの。ライブ会場ではこのデザインのTシャツも販売されていた。
このビデオの裏ジャケット左下にある「TAISHITA」マークが、稀に「開運TAISHIT」マーク（鯛のマークの上には開運、下にはTAISHITAではなくTAISHIT、その下にはうんこマークが書いてある）になっているものがある。

## 収録曲
1. 私の世紀末カルテ (歌舞伎町バージョン)
急遽決まったこのライブに来てくれたファンへの感謝や、来られなかったファンへの詫びなどが歌詞に綴られた[2]。
2. 女呼んでブギ
3. 当って砕けろ
4. 茅ヶ崎に背を向けて
原曲と異なり全てのパートを桑田が歌った[2]。
5. TO YOU
6. 愛する女性(ひと)とのすれ違い
7. 夏をあきらめて
8. あっという間の夢のTONIGHT
9. 朝方ムーンライト
MC。桑田が夏場に家族と海に行った際のエピソードを語った[2]。
10. Ya Ya (あの時代を忘れない)
11. 私はピアノ
12. 松田の子守唄
13. ALLSTARS' JUNGO
間奏で各メンバーがソロパートを披露した[2]。
野沢秀行に関してはセリフも存在しており、「オレは嘘つきは大嫌いだ!!毛ガニは準メンバーだって悪い噂がある」と叫び観客や桑田に絡むものだった[2]。
14. BLUE HEAVEN
この曲以降はダイジェストとなっており、曲の一部分のみが収録されていたり、意図的に映像が乱れる編集がなされている[2]。
15. C調言葉に御用心
16. チャコの海岸物語
17. 思い過ごしも恋のうち
18. いなせなロコモーション
ダンサーが登場[2]。
19. 栞のテーマ
20. Big Star Blues (ビッグスターの悲劇)
21. フリフリ'65
22. ボディ・スペシャルII (BODY SPECIAL)
23. 勝手にシンドバッド
ダンサーが再び登場。途中映像が乱れる[2]。

ENCORE
1. 君が代
Bye Bye My Love (U are the one)
国歌「君が代」は桑田が生ギター一本で原曲の歌詞とキーに忠実に歌唱。イントロで「一緒に歌って頂戴」と囁いた桑田に対して観客が呼応し、会場が一体となっての国歌斉唱となった。桑田は歌唱直後に「雅のこころ[注 1]、北島三郎です」と発言した[2]。
ちなみに、このライブが行われる1ヶ月前（1999年8月13日）には国旗及び国歌に関する法律[注 2]が施行されている[7]。
桑田は後年にもラジオ番組「桑田佳祐のやさしい夜遊び」(TOKYO FM) 2010年5月29日放送分の生歌のコーナーで独唱している[8]。また、2014年11月14日に紫綬褒章を受章した際の伝達式で、他の受章者と共に歌唱する姿が報道されたことがある[9]。
2. My Foreplay Music
途中映像が乱れる[2]。
3. Oh! クラウディア
A HARD DAY'S NIGHT（ビートルズ、イントロ）

## 参加ミュージシャン
- サザンオールスターズ
  - 桑田佳祐 - ボーカル・ギター
  - 原由子 - キーボード・ボーカル
  - 大森隆志 - リードギター
  - 関口和之 - ベース
  - 松田弘 - ドラム・ボーカル
  - 野沢"毛ガニ"秀行 - パーカッション